# وندیان
وندیان (به لاتین: Wandian) یک منطقهٔ مسکونی در افغانستان است که در ولایت بدخشان واقع شده‌است.